# Òscar Serrano i Rodríguez
Òscar Serrano i Rodríguez (nascut el 30 de setembre de 1981 a Blanes) és un exfutbolista català, que va fer carrera principalment a les files del Racing de Santander..